# Xanthopimpla pallens
Xanthopimpla pallens là một loài tò vò trong họ Ichneumonidae.